# Piñor
Piñor – gmina w Hiszpanii, w prowincji Ourense, w Galicji, o powierzchni 52,69 km². W 2011 roku gmina liczyła 1322 mieszkańców.